# Selters (Renânia-Palatinado)
Selters é uma cidade da Alemanha localizada no distrito de Westerwaldkreis, estado da Renânia-Palatinado.
É membro e sede do Verbandsgemeinde de Selters.